# 因陀罗跋摩四世
因陀罗跋摩四世（Indravarman IV、？—？），占城国10世紀的国王。中国史书《宋史》称他作施利陀盤吴日欢（Ngô Nhựt Hoan）。
982年（宋太宗太平兴国七年），因陀罗跋摩四世遣使乘象入貢，赵炅下詔留象在廣州畜養。983年（宋太宗太平兴国八年），獻馴象，能拜伏，赵炅下詔畜於京畿寧陵縣。大瞿越黎桓攻陷占城国都，因陀罗跋摩四世南逃。985年（宋太宗雍熙二年），施利陀盤吳日歡派遣婆羅門金歌麻向北宋朝贡，控訴交州大瞿越侵略，宋太宗詔令保國睦鄰。因陀罗跋摩四世在南方时，瞿越人刘继宗趁机自称占城王。